# جون ج. نانس
جون ج. نانس (بالإنجليزية: John J. Nance)‏ (ولد في 5 يوليو 1946 في دالاس، تكساس، الولايات المتحدة) طيار ومحلل للطيران ومؤلف أمريكي.
خدم نانس في سلاح الجو الأمريكي كطيار خلال حرب فيتنام وفي عملية عاصفة الصحراء في العراق. وصل غلى رتبة مقدم مع احتياطي القوات الجوية.

## روابط خارجية
- جون ج. نانس على موقع IMDb (الإنجليزية)